# Chondrostoma kinzelbachi
Chondrostoma kinzelbachi là một loài cá vây tia thuộc họ Cyprinidae.
Loài này có ở Syria và Thổ Nhĩ Kỳ.
Môi trường sống tự nhiên của chúng là sông ngòi và sông có nước theo mùa.
Chúng hiện đang bị đe dọa vì mất môi trường sống.